# Баглай
Баглай, Мокрий Баглай — річка в Луганській області, ліва притока Борової. Довжина річки 9,2 км, площа водозбірного басейну 106 км², похил 3,6 м/км.
Витік річки розташований неподалік села Світле, звідси річка тече на захід, а потім на південний захід. Баглай протікає неподалік села Чепигівка, а на околицях села Містки, впадає у Борову.
На початку річки в біля села Світле споруджено ставок, також у 1965 році, неподалік села Чепигівка, споруджено став, площа якого становить 46,5 га, об'єм води 1,7 млн м³, гребля на ставі земляна, проїжджа, довжиною 365 м та висотою 4,5 м.
Станом на 2014 рік річка являє собою повністю зарослий лучно-болотною рослинністю потік, ширина якого 1 м, та глибина 0,4 м. Русло річки зарошене комишом, вербою та лозою.